# Đà Nẵng
Đà Nẵng ali Da Nang (vietnamsko Đà Nẵng, [ʔɗaː˨˩ naŋ˦ˀ˥]) je občina razreda 1 in peto največje mesto v Vietnamu po prebivalstvu. Leži na obali Južnokitajskega morja ob izlivu reke Hàn in je eno najpomembnejših vietnamskih pristaniških mest. Kot ena od petih neposredno nadzorovanih občin v državi spada pod upravo centralne vlade.
Đà Nẵng je trgovsko in izobraževalno središče osrednjega Vietnama in največje mesto v regiji. Ima dobro zaščiteno, lahko dostopno pristanišče, zaradi svoje lokacije na državni cesti 1 in železnici sever–jug pa je prometno središče. Je znotraj 100 km od več območij Unescove svetovne dediščine, vključno s cesarskim mestom Huế, starim mestom Hội An in ruševinami svetišča Mỹ Sơn. Mesto je bilo med zgodnjo poselitvijo Đại Việta znano kot Cửa Hàn, med francosko kolonialno vladavino pa kot Tourane (ali Turon). Pred letom 1997 je bilo mesto del province Quang Nam - Đà Nẵng.
1. januarja 1997 je bil Đà Nẵng ločen od province Quảng Nam in postal ena od štirih centralno nadzorovanih občin v Vietnamu. Đà Nẵng velja za prvorazredno mesto  in ima višjo stopnjo urbanizacije kot katera koli druga vietnamska provinca ali mesto s centralnim upravljanjem.
Đà Nẵng ima indeks človekovega razvoja 0,779 (visok), kar je peto mesto med vsemi občinami in provincami v Vietnamu.

## Ime in etimologija
Večina imen, po katerih je bil Đà Nẵng znan, se nanaša na njegov položaj ob izlivu reke Hàn. Na splošno velja, da je sedanje ime mesta vietnamska prilagoditev chamske besede nak , ki je prevedena kot »odprtina velike reke«.
Predlagani so bili drugi chamski viri s podobnimi definicijami. Inrasara (alias Phú Trạm), raziskovalec, specializiran za Champa, meni, da je Đà Nẵng različica čamske besede daknan (lit. »velika voda«); Sakaya (alias Văn Món), še en raziskovalec Champa, trdi povezavo z raglajsko besedo danang, ki pomeni »izvir reke«.
Drugo ime, ki so ga dali Đà Nẵngu, je bilo Cửa Hàn (lit. »ustje [reke] Han«). Ime, ki ga uporabljajo Francozi, Tourane, naj bi izhajalo iz tega imena s grobo transkripcijo.[16] Predvsem se to ime (izpisano "Cua han") pojavlja na zemljevidih območja, ki jih je sestavil Alexandre de Rhodes leta 1650. Ime Kean (prim. Kẻ Hàn, približno »tržnica Han«) je bilo drugo ime, ki naj bi se v 17. stoletju uporabljalo za deželo ob vznožju prelaza Hải Vân.
Druga imena, ki se nanašajo na Đà Nẵng, so še:
- Vũng Thùng, pogovorno ime, ki je ohranjeno v folklori.[11]
- Trà Úc, Trà Áo, Trà Sơn in Đồng Long Loan, literarna imena, ki jih uporabljajo konfucijanski učenjaki.
- V kitajščini je Đà Nẵng znan kot Šjangang (峴港), to izhaja iz starega imena 蜆港 (»školjčno pristanišče«).
- V jeziku Chữ Nôm, ki se je uporabljal do leta 1945, je "Đà Nẵng" zapisano kot 沱灢.
- Thái Phiên, ime, uporabljeno na kratko po avgustovski revoluciji leta 1945, v spomin na Thái Phiêna, vodjo ljudskih uporov med odporom Duy Tân leta 1916.

## Zgodovina

### Antični Vietnam
Začetki mesta segajo v starodavno kraljestvo Champa, ustanovljeno leta 192 našega štetja. Na vrhuncu se je območje vpliva Chamov raztezalo od Huếja do Vũng Tàua. Mesto Indrapura, na mestu sodobne vasi Dong Duong v provinci Quảng Nam (približno 50 km od Đà Nẵnga), je bilo glavno mesto kraljestva Champa od približno 875 do okoli 1000 našega štetja. V regiji Đà Nẵng sta bila tudi starodavno čamsko mesto Singhapura ("mesto leva"), katerega lokacija je bila identificirana z arheološkim najdiščem v sodobni vasi Trà Kiệu, in dolina Mỹ Sơn, kjer je še vedno mogoče videti številne porušene templje in stolpe.
V drugi polovici 10. stoletja so kralji Indrapure prišli v konflikt z Đại Việt, ki je takrat imel sedež v Hoa Lư blizu sodobnega Hanoja. Champa je bilo neodvisno kraljestvo, zato je moralo braniti svoje ozemlje, da bi zajezilo grožnjo kmerskega imperija na zahodu, in razširilo svoje ozemlje proti severu v upanju, da bo osvojilo vietnamski narod. Tam, ko je Vietnamsko kraljestvo v nemirih po atentatu na Đinh Tiên Hoànga, je Champa leta 979 ob podpori Kitajske neuspešno poskušal vdreti v Đại Việt, vendar mu ni uspelo zaradi močne obrambe vietnamskega ozemlja pod poveljstvom Lê Hoàna. Leta 982 so bili v Indrapuri pridržani trije veleposlaniki, ki jih je v kraljestvo Champa poslal cesar Lê Hoàn iz Đại Việta (ustanovitelj zgodnje dinastije Lê). Lê Hoàn se je odločil za ofenzivo, oplenil Indrapuro in ubil čamskega kralja Paramešvaravarmana I. Zaradi teh neuspehov so Chami okoli leta 1000 našega štetja nazadnje zapustili Indrapuro.
Kampanja Đại Việt proti kraljestvu Champa se je nadaljevala v poznem 11. stoletju, ko so bili Chami prisiljeni prepustiti svoje tri severne province vladarjem dinastije Lý. Kmalu zatem so se vietnamski kmetje začeli seliti na neobdelana nekdanja ozemlja Chamov, jih spremenili v riževa polja in se neusmiljeno pomikali proti jugu, delto za delto, vzdolž ozke obalne nižine. Širitev Đại Việta (znanega kot Nam Tiến) proti jugu se je nadaljevala več stoletij in dosegla vrhunec s priključitvijo večine ozemelj Chamov do konca 15. stoletja.

### Stiki z Zahodom
Eden prvih Evropejcev, ki je obiskal Đà Nẵng, je bil portugalski raziskovalec António de Faria, ki se je v Đà Nẵngu zasidral leta 1535. Faria je bil eden prvih zahodnjakov, ki je pisal o tem območju, in pod njegovim vplivom so portugalske ladje začele redno pristajati v Hội Anu, ki je bil tedaj veliko pomembnejše pristanišče kot Đà Nẵng. V 17. in 18. stoletju so francoski in španski trgovci in misijonarji redno pristajali v Hội Anu, južno od Đà Nẵnga. Američan John White je 18. junija 1819 prispel v Đà Nẵng (takrat imenovan Turon) z brigom Franklin iz Salema v Massachusettsu in dobil obvestilo, da si država okreva po uničujočih vojnah in da je bilo tisto malo blaga proizvedenega v območju že prodano. Druge ameriške ladje, ki so prispele kmalu zatem, so bile Marmion iz Bostona ter Aurora in Beverly iz Salema.
Pogoji so bili zaradi vojn takšni, da niso mogli trgovati, poznejši misiji agenta Vzhodnoindijske družbe Johna Crawfurda leta 1823  in dve misiji agenta Andrewa Jacksona, ameriškega diplomata Edmunda Robertsa, leta 1833 in 1836 zaradi izjemno slabe kakovosti pristanišča niso mogli skleniti trgovinskih sporazumov.  Po ediktu cesarja Minh Mạnga leta 1835, ki je evropskim plovilom prepovedal pristajanje na kopno ali opravljanje trgovine, razen v Đà Nẵngu, je ta hitro izpodrinil Hội An kot največje trgovsko pristanišče v osrednji regiji.

### Francoska Indokina
Leta 1847 so francoske ladje, ki jih je poslal admiral Cécille, bombardirale Đà Nẵng, domnevno zaradi domnevnega preganjanja rimskokatoliških misijonarjev. Avgusta 1858 so se francoske čete pod vodstvom admirala Charlesa Rigaulta de Genouillyja in po ukazu Napoleona III., spet navidezno zaradi verskega preganjanja, izkrcale v Đà Nẵngu kot del kaznovalne kampanje Cochinchina.
Francozi so premagali Vietnamce, nameščene v Đà Nẵngu in hitro zasedli mesto in polotok Tiên Sa (današnji polotok Sơn Trà). Vietnamska vojska pod poveljstvom Nguyễn Tri Phươnga je hitro oblegala okupacijske sile, ki so se bile marca 1860 nazadnje prisiljene umakniti. Francozom je uspelo vdreti v južno trdnjavo Sajgon in junija 1862 je bilo več provinc v južnem Vietnamu s podpisom Sajgonske pogodbe prepuščeno Francozom kot Kočinčina.
Skozi nadaljnji dve desetletji spopadov so Francozi postopoma okrepili svojo oblast nad Vietnamom, kar je doseglo vrhunec z ustanovitvijo Francoske Indokine (francosko Union de l'Indochine Française) oktobra 1887. Dve leti pozneje, leta 1889, so francoski kolonisti mesto preimenovali v Tourane in ga postavili pod nadzor generalnega guvernerja francoske Indokine. Postalo je eno od petih večjih mest Indokine, med Hanojem, Sajgon–Cholonom, Hải Phòngom in Huế.

### Republika Vietnam (Južni Vietnam)
Med vietnamsko vojno je bilo današnje mednarodno letališče Đà Nẵng glavna letalska baza, ki so jo uporabljale zračne sile Južnega Vietnama in Združenih držav.
Oporišče je med vojno postalo eno najbolj obremenjenih letalskih vozlišč na svetu  in doseglo povprečno 2595 letalskih prometnih operacij dnevno, več kot katero koli drugo letališče in letalsko oporišče na svetu v tistem času. Končne kopenske bojne operacije ZDA v Vietnamu so se končale 13. avgusta 1972, ko so preostale sile 196. brigade lahke pehote obstale v Đà Nẵngu. Baterija B 3. bataljon 82. polkovnega topniškega polka je izstrelila zadnji topniški krog ZDA in 3. bataljon 21. pehotnega polka je končal zadnje patrulje. Ta preostala sila je bila znana kot "Operacija Gimlet". Po umiku ZDA iz spopada, v zadnji fazi osvajanja Južnega Vietnama s strani Severnega Vietnama, je Đà Nẵng padel v roke komunističnih sil 29. in 30. marca 1975. Vietnam je izdal dve posebni poštni znamki v spomin na ta dogodek, v okviru svoje »popolne osvoboditve«, izdana 14. decembra 1976.

### Po letu 1975
Od obdobja izgradnje Socialistične republike Vietnam je Đà Nẵng v bistvu postal tretje mesto za Hošiminhom in Hanojem, ki je pomembno urbano središče osrednje regije Vietnama. Đà Nẵng se ponaša s številnimi izobraževalnimi ustanovami in pomembnimi gospodarskimi kraji.[29]

## Geografija
Đà Nẵng je največje mesto v osrednjem Vietnamu in eno najpomembnejših pristanišč v državi. Mesto na zahodu obdajajo gore, na vzhodu pa Južnokitajsko morje. Đà Nẵng meji na provinco Thừa Thiên-Huế čez prelaz Hải Vân na severu, skupaj s provinco Quảng Nam na jugu in zahodu. Leži 764 km južno od Hanoja in 964 km severno od mesta Hošiminh. Mesto ima skupno površino 1.283,42 km², od tega je 241,51 km²  mestnih okrožij in 1.041,91 km² podeželskih okrožij.

### Geologija in topografija
Geološko je Đà Nẵng na robu paleozojskega gubastega pasu, znanega kot orogena cona Truong Son, katere glavna deformacija se je zgodila v zgodnjem karbonskem obdobju. V topografiji Đà Nẵnga prevladuje strmo Annamitsko gorovje na severu in severozahodu, ki ima vrhove, visoke od 700 do 1500 m in nizko ležeče obalne ravnice z nekaj soli na jugu in vzhodu, z več belimi peščenimi plažami vzdolž obale.

### Podnebje
Đà Nẵng ima tropsko monsunsko podnebje z dvema letnima časoma: sezono tajfunov in mokro sezono od septembra do decembra ter suho sezono od januarja do avgusta. Povprečne letne temperature so okoli 26 °C. Občasno se lahko pojavijo hladni valovi, čeprav so kratkotrajni. Temperature so najvišje med junijem in avgustom s povprečnimi temperaturami od 28 do 30 °C, najnižje pa med decembrom in februarjem (povprečne temperature od 18 do 23 °C. V Ba Na gorovju so temperature nižje z letnim povprečjem 20 °C. Letno povprečje vlažnosti je 81 %, z najvišjo stopnjo med oktobrom in januarjem (doseže 84–86 %) in najnižjo med junijem in avgustom (doseže 75–77 %).
V povprečju Đà Nẵng prejme 2153 mm padavin. Največ padavin je običajno med septembrom in novembrom (v razponu od 550 do 1000 mm, najmanj pa med februarjem in aprilom (v razponu od 23 do 40 mm. Đà Nẵng prejme povprečno 2156 ur sončne svetlobe letno, z najvišjimi vrednostmi med 234 in 277 urami na mesec v maju in juniju ter najnižjimi med 69 in 165 urami na mesec v novembru in decembru. 

#### Naravne nesreče
Đà Nẵng je dovzeten za škodo zaradi tajfunov, ki prehajajo v Južnokitajsko morje. Leta 2006 je tajfun Xangsane, ki je dosegel kopno blizu mesta Huế, v Đà Nẵngu povzročil 26 smrtnih žrtev, poškodoval in uničil domove, podiral drevesa in daljnovode ter poplavil glavne ulice.
Oblasti v Đà Nẵngu so ocenile škodo, ki jo je povzročil Xangsane, na približno 200 milijonov ameriških dolarjev, pri čemer je odneslo več kot 5000 hiš, 166.000 poškodovanih domov in potopljenih 19 čolnov. Tri leta kasneje je tajfun Ketsana dosegel kopno približno 60 km južno od Đà Nẵnga in ponovno povzročil obsežne poplave. Ketsana je v Đà Nẵngu pustil osem mrtvih in 96 ranjenih ter povzročil škodo za 495 milijard VND (25 milijonov USD).
Kmalu po potresu Tōhoku leta 2011, ki je sprožil močan cunami, je ljudski odbor Đà Nẵnga odobril postavitev 10 postaj za zgodnje opozarjanje na cunami po vsem mestu, prvih te vrste v Vietnamu. Uradniki so pričakovali, da bodo postaje zagotovile vsaj tridesetminutno opozorilo v primeru cunamija. Po besedah Le Huy Minha, direktorja centra za opozarjanje na potrese in cunamije na Vietnamskem inštitutu za geofiziko, bi lahko močan potres (≥8 MW) v vodah severno od Filipinov predstavljal veliko nevarnost za vietnamsko obalo, zlasti območje okoli Đà Nẵnga.

## Demografija
Đà Nẵng je peto najbolj naseljeno mesto v Vietnamu s površino 1.255,53 km2 in 1.064.100 prebivalci po zadnji posodobitvi leta 2017. Ženske predstavljajo 50,7 % prebivalstva Đà Nẵnga.
Rast prebivalstva
Prebivalstvo Đà Nẵnga je v večini let med 2005 in 2011 naraščalo po stopnjah med 2,5 % in 3 %, kar znatno presega nacionalno povprečje od 1 % do 1,2 %. Stopnja rasti se je leta 2010 za kratek čas dvignila na 3,6 %, nato pa se je leta 2011 vrnila k svojemu dolgoročnemu trendu z 2,68 %. To je tretja najhitrejša stopnja rasti v državi za dvema južnima proizvodnima središčema provinci Bình Dương (4,41 %) in Đồng Nai. Provinca (3,5 %).
Urbanizacija
Mesto ima najvišje razmerje urbanizacije med provincami in občinami v Vietnamu, saj vsebuje samo 11 podeželskih občin, kar je najmanj od vseh enot na ravni province v Vietnamu. Od leta 2009 je 86,9 % prebivalstva Đà Nẵnga živelo v mestnih območjih; povprečna letna rast mestnega prebivalstva je bila 3,5 %.

## Administrativne enote
Mesto Đà Nẵng je uradno razdeljeno na osem pododdelkov na ravni okrožja, vključno s šestimi mestnimi okrožji (Hải Châu, Thanh Khê, Cẩm Lệ, Sơn Trà, Ngũ Hành Sơn in Liên Chiểu) in dvema podeželskima okrožjema (Hòa Vang in Hoàng Sa (otočje Paracel)). Nadalje so razdeljeni na 45 okrajev in 11 občin. Središče mesta Đà Nẵng je okrožje Hải Châu.
Pred letom 1997 je bilo mesto del province Quang Nam– Đà Nẵng. 1. januarja 1997 je bil Đà Nẵng ločen od province Quang Nam in postal ena od petih neodvisnih (centralno nadzorovanih) občin v Vietnamu.

## Gospodarstvo
Đà Nẵng je vodilno industrijsko središče osrednjega Vietnama. Njegov BDP na prebivalca je leta 2007 znašal 19 milijonov VND, kar je eden najvišjih v Vietnamu (za mestom Hồšíminh, Hanojem, provincami Bình Dương in provincami Đồng Nai). Do leta 2009 se je to povečalo na 27,3 milijona VND.
Đà Nẵng je vodil na lestvici indeksa konkurenčnosti provinc v letih 2008, 2009 in 2010 (in je bil drugi za provinco Bình Dương v treh letih pred tem), pri čemer je imel največ koristi od dobre infrastrukture, dobre uspešnosti pri usposabljanju delavcev, preglednosti, proaktivnega vodstva province in nizke vstopni stroški.
Nekateri kmetijski proizvodi osrednjega Vietnama, kot so riž, posušene ribe, čaj in ribja omaka, se izvažajo skozi pristanišče. Z dokončanjem prometnega koridorja od Đà Nẵnga preko Laosa do Mukdahana na severovzhodu Tajske bo uvoz in izvoz iz Tajske, zlasti iz sosednje države Laos, prav tako potekal prek Đà Nẵnga. Dokončanje rafinerije nafte je še povečalo gospodarski pomen mesta. Odkar so ZDA leta 1994 odpravile trgovinski embargo, so se v Đà Nẵngu naselila podjetja iz Južne Koreje in Japonske.
V mestu je mednarodno letališče Đà Nẵng, tretje najbolj prometno letališče v Vietnamu.

## Kultura

### Turizem
Turistični sektor je bistvena sestavina gospodarstva Đà Nẵnga. Njegov status prometnega vozlišča za osrednji Vietnam in bližina številnih območij Unescove svetovne dediščine, vključno s cesarskim mestom Huế, starim mestom Hội An in ruševinami Mỹ Sơn, spodbujata večino turistične dejavnosti.
Svetišče Mỹ Sơn je več kot tisoč let staro arheološko najdišče v Quang Namu. Ta nekdanja prestolnica in versko središče kraljestva Champa, ki je v oddaljeni gozdnati dolini približno 70 km zahodno od Đà Nẵnga, je nekoč vsebovalo več kot 70 templjev in stup v slogu. Čeprav je bilo močno poškodovano zaradi bombnih napadov v 1960-ih, ima mesto še vedno več kot 20 struktur in je bilo leta 1999 razglašeno za Unescov seznam svetovne dediščine. Številni kipi, skulpture in reliefi, najdeni v Mỹ Sơnu, so shranjeni v Muzeju Chamskega kiparstva, blizu reke Hàn v središču mesta Đà Nẵng. Čutna umetniška dela, ki izvirajo iz 4. do 14. stoletja, prikazujejo dnevne dejavnosti ter hindujske in budistične verske teme.
Marmorne gore so skalnati apnenčasti izdanki, ki štrlijo iz plaže južno od Đà Nẵnga. Poti vodijo do vrha gozdnatih pečin, od koder se odpre pogled na plažo Non Nuoc in Južnokitajsko morje. V jamah v pečinah je prvotno živelo ljudstvo Cham. Kasneje je dinastija Nguyễn med jamami zgradila številne pagode. Marmorne gore so dom različnim obrtnikom, ki izdelujejo kipe in umetnine v svoji bazi v vasi Non Nuoc.
Plaža Non Nuoc je bela peščena plaža na obrobju Đà Nẵnga, ki slovi po svoji zgodovini kot R&R destinacija za ameriške enote med vietnamsko vojno. Danes sta plaža, skupaj s plažo Mỹ Khê na severu, dom dragih letovišč, deskanja in zabaviščnih objektov. Ba Na hribovje je gorsko letovišče s 5 km dolgo žičnico, ki goste popelje do vrha Ba Na na 1487 m nadmorske višine. Gora Son Tra, le nekaj kilometrov stran od središča mesta z nekaj divjimi potoki in letovišči ob morju.
Po navedbah mestnega ministrstva za turizem je v osrednjem obalnem mestu Đà Nẵng leta 2017 prišlo do znatnega povečanja števila prihodov mednarodnih turistov. Leta 2017 je v Đà Nẵng prišlo približno 6,6 milijona obiskovalcev, kar je 19 % več kot prejšnje leto in 4,8 % več od letnega cilja. Domačih turistov je bilo 4,3 milijona, kar je 11,3 % več kot v enakem obdobju lani.
Osrednje mesto je zaslužilo več kot 19,4 bilijona VND (853,96 milijona USD) prihodkov, kar je 20,6-odstotno povečanje v primerjavi z letom 2016. Statistični podatki prav tako kažejo, da je bilo mesto priča impresivnemu povečanju števila obiskovalcev po zraku, ki je znašalo več kot 1,58 milijona. 74,4 %, medtem ko je bilo obiskovalcev z avtomobilom prek Tajske in Laosa ocenjeno na 14.120.

### Kuhinja
Osrednja vietnamska kuhinja, zlasti kuhinja Đà Nẵnga, je dobro znana po Vietnamu in postaja vse bolj priljubljena v mednarodnem prostoru. Đà Nẵng je znan po svojih okusnih jedeh, kot so Mì Quảng, Bún chả cá (juha z rezanci z ribjimi kroglicami), Bánh tráng cuốn thịt heo (suha palačinka zvitka s svinjino), Banh xeo (hrustljava palačinka), Nem lui (svinjska nabodala z limonsko travo).

## Mednarodno sodelovanje
Đà Nẵng je pobraten z:
- provinca Battambang, Kambodža
- provinca Champasak, Laos
- Changwon, Južna Koreja
- Daegu, Južna Koreja
- Hải Phòng, Vietnam
- Khon Kaen, Thailand
- Kunming, LR Kitajska
- provinca Mukdahan, Tajska
- Oakland, Kalifornija, ZDA
- Pittsburgh, ZDA
- provinca Savannakhet, Laos
- Tanger, Maroko[34]
- Temišvar, Romunija
- Toluca, Mehika[35]

### Sodelovanje in prijateljstvo
Poleg pobratenih mest Đà Nẵng sodeluje še z:
- provinca Attapeu, Laos
- občina Borås, Švedska
- regija Grodno, Belorusija
- Hwaseong, Gyeonggi, Južna Koreja
- Houston, ZDA
- Kalkuta, Indija
- Košice, Slovaška[36]
- Macau, LR Kitajska
- Nantes, Francija
- Newcastle, Avstralija
- Nord Pas de Calais, Francija
- Queensland, Avstralija
- Rotterdam, Nizozemska
- Sakai, Japonska
- Salavan (city), Laos
- Salo, Finska
- provinca Sekong, Laos
- provinca Šandong, LR Kitajska
- Južna Avstralija, Avstralija
- Stuttgart, Nemčija
- Surat, Indija
- Valonija, Belgija
- Jaroslavl oblast, Rusija

### Pristanišče prijateljstva
- Kawasaki, Kanagawa, Japonska

## Zunanje povzave
- Đà Nẵng government portal
- Đà Nẵng v OpenStreetMap